# Phthiria salmayensis
Phthiria salmayensis är en tvåvingeart som beskrevs av Efflatoun 1945. Phthiria salmayensis ingår i släktet Phthiria och familjen svävflugor.
Artens utbredningsområde är Egypten. Inga underarter finns listade i Catalogue of Life.